# プレイアデス

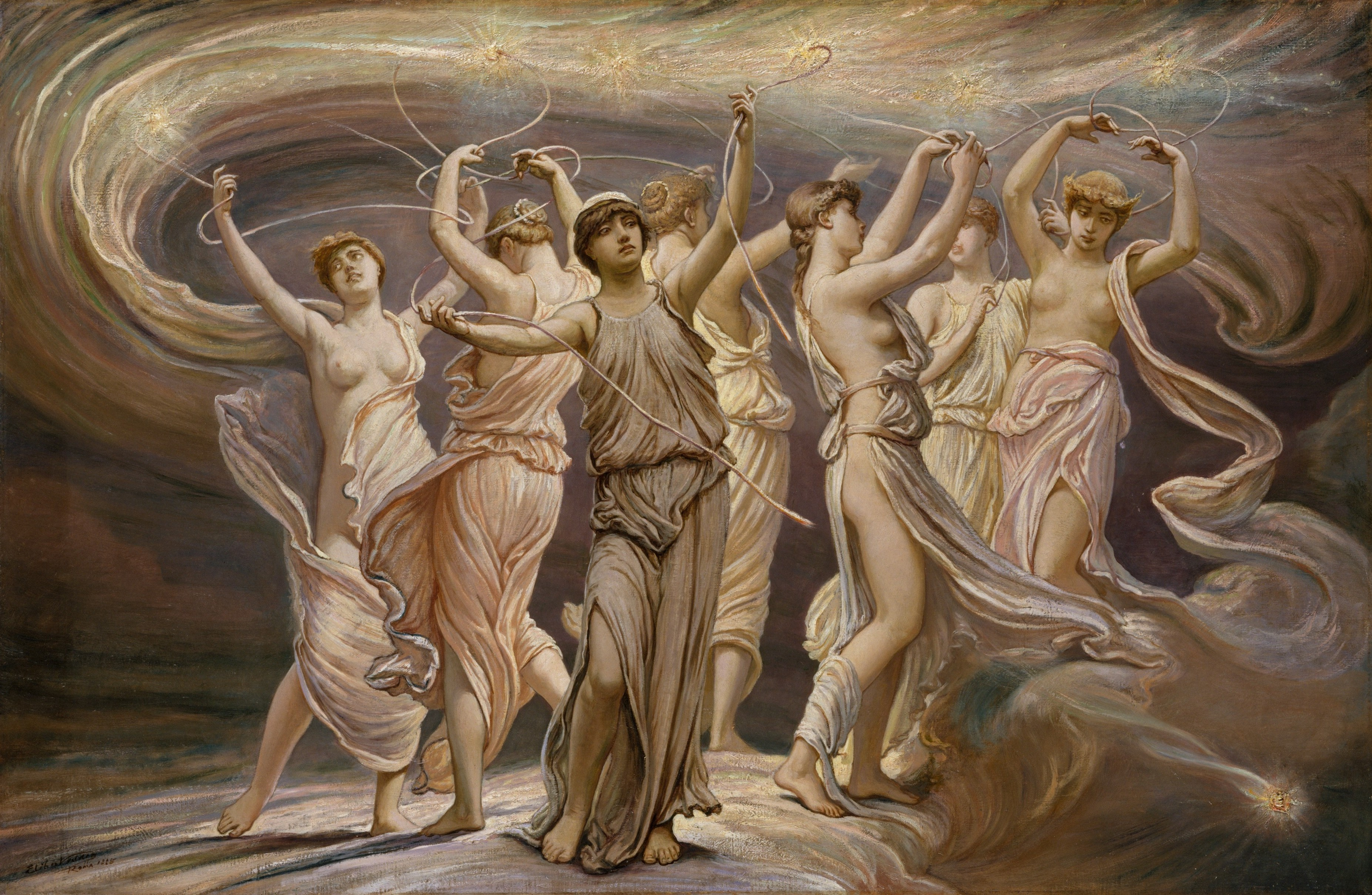
エリュー・ヴェッダーの1885年の絵画『プレイアデス』。メトロポリタン美術館所蔵。

プレイアデス（古希: Πλειάδες, Pleïades）またはプレーイアデス（古希: Πληιάδες, Plēïades）は、ギリシア神話に登場する7人姉妹。一部の ει を長母音とする古い発音からプレーアデスとも。また綴りは Peleiades とも。これらは複数形で、単数形はプレイアス (Πλειάς, Pleias) またはプレーイアス (Πληιάς, Plēias)。また逆に、Πλειάδες をプレイアスたちなどとも訳す。
ティーターン族のアトラースと、海のニュンペーであるプレーイオネーとの間の7人娘であり、アルカディア地方のキュレーネー山で生まれた。カリュプソー、ヒュアース、ヒュアデス、ヘスペリデスとは姉妹で、一説にカリュプソーとディオーネーをプレイアデスに含める（この場合ディオーネーはアトラースの娘とされる）。
プレイアデス姉妹は狩猟と貞潔の女神アルテミスの侍女であり、ヒュアデスの7人姉妹と共に、幼いディオニューソスの乳母兼教師を務め、アトランティデス (Ἀτλαντίδες, Atlantides)、ドードーニデス (Δωδωνίδες, Dodonides)、ニューシアデス (Νυσιάδες, Nysiades) と呼ばれた。
あるいは一説に、アマゾーンの女王の姉妹だという。この場合の姉妹の名はよく知られた7姉妹とは異なる。

## 語源
プレイアデスという名前の起源については、いくつかの説がある。かつては、彼女らの母プレーイオネーから来たものと考えられていた。しかしプレイアデスの名は、むしろ「πλεîν（出航）」から来たものと思われる。なぜなら、プレアデス星団が地中海で見られるのは夏の夜、5月の中旬から11月の初めにかけてであり、これは古代においては航海の時期に当たるからである。この起源は、ウェルギリウスをはじめ、古代文明諸国で認められていた。

## 7姉妹
| # | プレイアス                    | 古代ギリシア語   | ラテン語         | 事跡                                                                                         |
| - | ----------------------------- | ---------------- | ---------------- | -------------------------------------------------------------------------------------------- |
| 1 | マイア                        | Μαῖα             | Maia             | 長姉。ゼウスの子ヘルメースを生んだ。                                                         |
| 2 | エーレクトラー                | Ἠλέκτρα          | Electra          | ゼウスとの間に、ダルダノスとイーアシオーンを生んだ。                                         |
| 3 | ターユゲテー                  | Ταυγέτη          | Taygete          | ゼウスの子ラケダイモーンを生んだ。                                                           |
| 4 | アルキュオネー                | Ἀλκυόνη          | Alcyone          | ポセイドーンの子ヒュリエウスを生んだ。                                                       |
| 5 | ケライノー                    | Κελαινώ          | Celaeno          | ポセイドーンとの間にリュコスとエウリュピュロスを生んだ。                                     |
| 6 | ステロペー またはアステロペー | Στερόπη Ἀστερόπη | Sterope Asterope | アレースの子オイノマオスを生んだ。                                                           |
| 7 | メロペー                      | Μερόπη           | Merope           | 末妹。シーシュポスと結婚し、不死性を失って死んだ。シーシュポスとの間に何人かの息子を生んだ。 |

プレイアデス7姉妹のうち、メロペーを除いた6人が、ゼウス、ポセイドーン、アレースなど、オリンポスの重要な男性神と交わり、子を産んだ。

## 星の神話

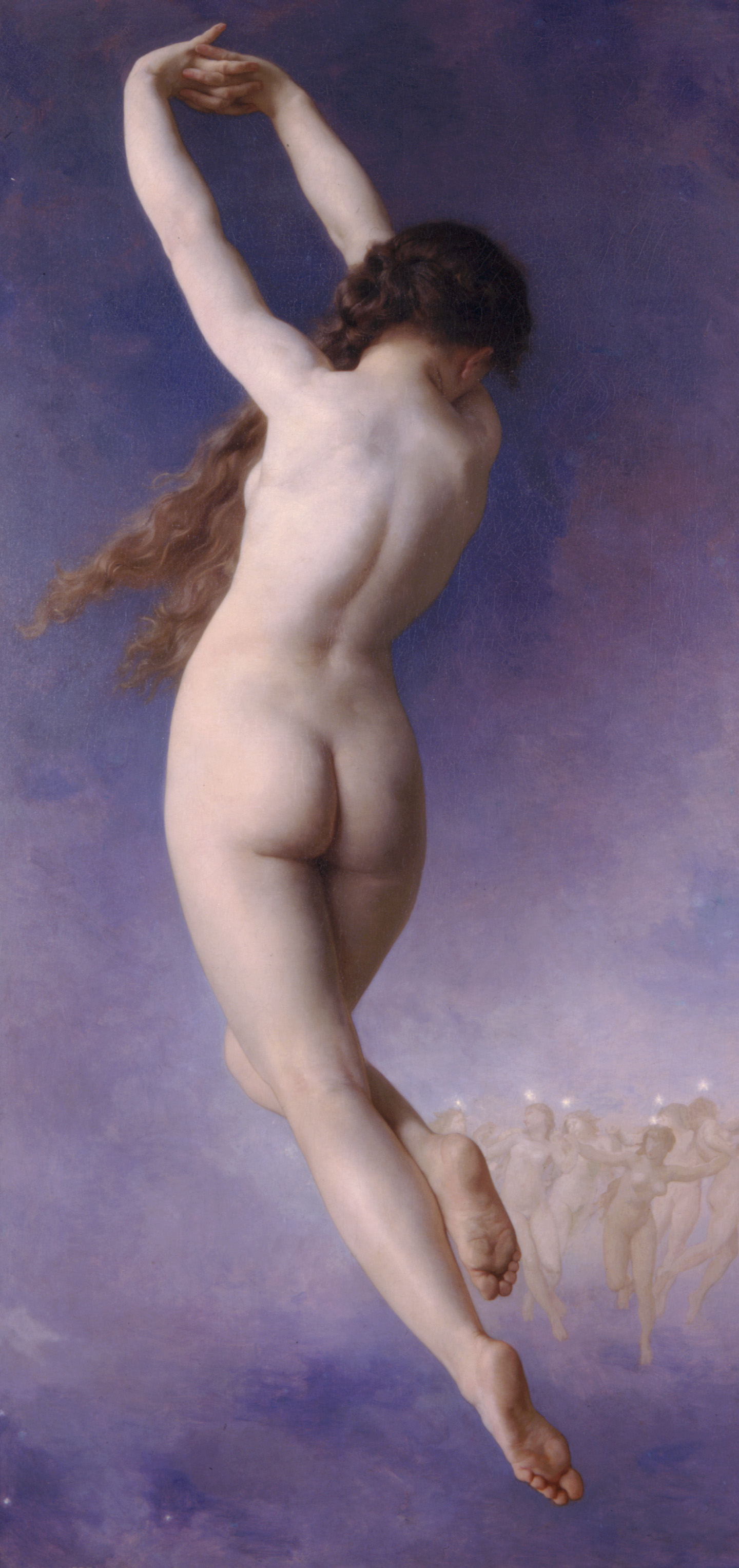
ウィリアム・アドルフ・ブグローの1884年の絵画『恥じたメロペー』。個人蔵。

プレイアデスは、プレアデス星団の7つ星と同一視される。『カタステリスモイ』などによる、彼女ら姉妹が星になる物語は、プレイアデスに関する神話のうち最も印象深いものの1つである。ただしこれは元からあった神話ではなく、天体図から生まれた説話のようである。
アトラースが天を背負う役目を負わされた後、オーリーオーンがプレイアデス全員を追いかけ回すようになった。ゼウスは彼女らを初めはハトに、ついでその父を慰められるようプレイアデスを星に変えた。オリオン座はいまだプレアデス星団を追って夜空を回っているという。
物語にはいくつかのバージョンがあり、7姉妹全員が死に至ったのは、父アトラースの運命と姉妹ヒュアデスの喪失を嘆くあまりだという。そこで最高神ゼウスが、姉妹を空に置いて不死性を与え、彼女ら7つの星はプレアデス星団として知られるようになった。
プレアデス星団は6つの星の輝きは明るく見えるのに比べ、7つめの星メロペーは暗く見える。これは、人間と交わったことを永劫に恥じてぼんやりと輝くのだとも、輝きの鈍い星はダルダノスの死を悼むエーレクトラーであるともいう。また別の神話ではアステロペーであるともいう。

## ヘーシオドスより
古代ギリシアの詩人ヘーシオドスは叙事詩『仕事と日』の中で幾度か、プレイアデスに言及している。
プレイアデスは主に冬の星であり、古代の農業暦において非常に大きな役割を果たす。以下にヘーシオドスの言葉を挙げる： 
プレアデス星団がオーリーオーンを避け深い霧の奥に潜って西にある時期、春の夕方早くは、一年で地を耕すのにちょうどよい時間になる。